# Manuel Ardit i Lucas
Manuel Ardit i Lucas (València, 2 de desembre de 1941 - València, 8 de desembre de 2013) fou un historiador i professor universitari valencià, membre de la secció històrico-arqueològica de l'Institut d'Estudis Catalans entre 1992 i 2013.

## Biografia
Nascut a València el 2 de desembre de 1941, es doctorà en Geografia i Història l'any 1975. Fou professor d'institut, així com professor titular emèrit d'Història moderna a la Universitat de València, d'on fou director del servei de publicacions (PUV).
Especialitzat en l'Antic règim i la revolució liberal al País Valencià, publicà diversos articles i llibres sobre aquesta qüestió, entre els quals hi ha Revolución liberal y revuelta campesina (1977). També va treballar l'erasmisme valencià, el comerç amb l'Amèrica colonial o la demografia històrica en obres com La Inquisició al País Valencià (1970), Agricultura y crecimiento económico en la Europa occidental moderna (1992) o Els homes i la terra del País Valencià: segles XVI -XVIII (1993, 2 vols.). Va col·laborar i fou editor d'algunes obres de síntesi: Història dels Països Catalans (1980), Història del País Valencià (1990), Crisi i modernització al País Valencià (1975) i Familia y estructuras familiares en Cataluña y en el País Valenciano (1995, amb Joan S. Bernat).
Fou membre de la Institució Valenciana d'Estudis i Investigació (IVEI) i membre de la secció històrico-arqueològica de l'Institut d'Estudis Catalans (IEC) des de 1992. També fou director de la revista Afers des del 1987 i membre del consell directiu de la revista Catalan Historical Review, de l'IEC. Morí el 8 de desembre de 2013 a València.